# 經濟制裁
經濟制裁（英語：Economic sanctions），採用斷絕外交關係以外的非武力強制性措施。泛指全面性的貿易中止、特定物資禁運、旅遊禁令，以及金融資產之凍結。一般認為，財政、金融、貿易等領域的制裁均屬於經濟制裁。

## 作用
經濟制裁在多數情況下，會幫助被制裁的国家將臣民召集起來抵禦共同的敵人。1990年代，聯合國安全理事會實施了許多制裁，但大多沒有起甚麼效果，從蘇丹到伊拉克，受到制裁的國家都隱藏起來，等待制裁的結束。
貿易限制也可能導致目標國家設立貿易障礙，最後使兩國的消費者和企業都受到傷害。然而，當許多國家為了一個明確的目標而聯合起來的時候，反報復威脅就會減少。所有的制裁都是非約束的，因此，如果事先得到廣泛的支持，強制實施將是沒有必要的。
但發生過一些問題導致制裁無法實施，如以色列傷害巴勒斯坦人事件美國否決，敘利亞內戰事件為中、俄否決軍事干預，及其他涉及安理會常任理事國利益的事件，但聯合國卻沒有因為這些事情做出改革。

## 過去曾受經濟制裁的國家或地區
- 日本（ABCD包圍網，1931年－1945年）
- 南非（因南非種族隔離[註 2]而遭經濟制裁[3][4]，1962年－1991年[註 3]）
- 阿根廷（1982年福克蘭戰爭）
- （瓜地馬拉內戰）
- （1960年拉斐爾·特魯希略政權企圖暗殺羅慕洛·貝坦科爾特）
- 利比亞（1992年洛克比空難－2011年利比亞內戰）
- 古巴（古巴飛彈危機，遭美國實施經濟制裁）
- 白俄羅斯（因人權問題、獨裁政體遭歐盟經濟制裁）
- 以色列（1960年代－1970年代以阿戰爭，遭鄰近穆斯林國家經濟制裁，並藉由引發石油危機迫使歐洲國家對以國禁運禁售武器）
- 羅德西亞（因單方面宣佈獨立（英语：Rhodesia's Unilateral Declaration of Independence）以及種族隔離政策，1965年－1979年）／ 辛巴威（因人权問題、獨裁政體、種族屠殺而遭經濟制裁）
- 印度尼西亞（1998年黑色五月暴動遭美國實施經濟制裁）
- 叙利亚（敘利亞內戰期間阿薩德政權遭阿拉伯國家聯盟及西方民主国家經濟制裁）
- 乌干达（伊迪·阿敏的獨裁統治及駭人聽聞的食人肉罪行，1970年代。
- 巴勒斯坦（對巴勒斯坦民族權力機構的經濟制裁，2006年－2007年）

## 近期曾經受聯合國或其他國家及國際組織經濟制裁的國家或地區
- 伊拉克（兩伊戰爭、入侵科威特、擁有大規模殺傷武器，1980年－2003年）
- 中国（中美贸易战、中國對香港破壞民主與侵犯人權、新疆种族灭绝指控。參見美國對中華人民共和國的制裁）
- 阿富汗（911恐怖攻擊事件，2001年－）
- 苏丹（1996年屠殺達爾富爾阿拉伯人、南蘇丹獨立戰爭）
- （2017年卡達外交危機）
- 朝鮮民主主義人民共和國（參見朝鮮核問題，1990年代後期－）
- 中華民國（第二次國共內戰、臺灣問題、聯合國第2758號決議、中華民國與大規模殺傷性武器）
- 伊朗（伊朗人質危機、兩伊戰爭、伊朗核問題，1980年代－2016年、2018年起美国重新實施经济制裁）
- 香港（參見美國對香港的制裁）
- 緬甸（緬甸人權問題 （页面存档备份，存于），1997年－2016年，2021年－）
- 叙利亚（敘利亞內戰）
- 利比里亚（賴比瑞亞內戰、西非伊波拉病毒疫情）
- （象牙海岸內戰）
- 南蘇丹（南蘇丹內戰）
- 刚果民主共和国（第二次剛果戰爭）
- 辛巴威（辛巴威人權問題）
- 中非（中非共和國衝突）
- 黎巴嫩（黎巴嫩內戰、2007年黎巴嫩武裝衝突、2008年黎巴嫩武裝衝突）
- （索馬里海盜問題）
- 葉門（1994年葉門內戰、2011年葉門反政府示威、2014-15年葉門政變、也门内战 (2014年至今)）
- 巴爾幹半島：
  -  阿尔巴尼亚（1997年阿爾巴尼亞危機戰爭）
  -  北馬其頓（2001年馬其頓武裝衝突）
  -  （南斯拉夫內戰、波士尼亞戰爭、2014年波赫反政府示威（英语：2014 unrest in Bosnia and Herzegovina））
- 克里米亞共和國（克里米亞危機、烏克蘭危機）
- （2015年蒲隆地動亂）
- 俄羅斯（2022年俄乌战争）

## 外部連結
- （英文）Four Decades of Failure: The U.S. Embargo against Cuba （页面存档备份，存于）
- （英文）Steel Trap: How Subsidies and Protectionism Weaken the U.S. Steel Industry （页面存档备份，存于）
- （英文）The European Union’s sanctions related to Human rights: the case of Burma/Myanmar. （页面存档备份，存于）
- （英文）U.S. Sanctions Against Burma: A Failure on All Fronts （页面存档备份，存于）
- （英文）Article by Steve Charnovitz on WTO trade sanctions （页面存档备份，存于）
- （英文）Article on ineffectiveness of EU trade sanctions
- （英文）Why Economic Sanctions Alone Won't Work[]